# Annales du thé
Les annales du thé (chinois simplifié : 茶录 ; chinois traditionnel : 茶錄 ; pinyin : chá lù ; Wade : ch’a lu), sont un recueil sur l'art du thé impérial, composé entre 1049 et 1053[réf. nécessaire] ou en 1052 par Cai Xiang (1012 - 1067), sous la dynastie Song, en Chine.
Le thé est introduit au Japon au début du XIIe siècle par le prêtre bouddhiste zen (nom japonais du Chan), Eisai, et ce mode de préparation y est encore pratiqué lors de la cérémonie du thé (茶の湯, cha no yu).
Dans ce traité est décrit pour la première fois le Jianyao (en), un type de vaisselle adapté au thé, provenant de Jianyang, à Nanping, dans la province du Fujian.

## Contenu
Le livre est composé de 2 volumes.
- Volume I - À propos du thé/théorie du thé (論茶)
  1. Couleur (色)
  2. Parfum (香)
  3. Goût (味)
  4. Stocker du thé (藏茶
  5. Sécher (à petit feu) le thé (炙茶)
  6. Moudre le thé (碾茶)
  7. tamiser le thé (羅茶)
  8. Attendre l'eau chaude (bouillir l'eau) (候湯)
  9. Sur le préchauffage (熁盞)
  10. On Tea Spotting[Quoi ?] (點茶)

- Volume II - Ustensiles à thé (論器)
  - Chauffeur de thé
  - Canette à thé
  - Marteau à thé
  - Pinces à thé
  - Meule à thé
  - Filtre à thé
  - Vaisselle à thé
  - Cuillère à thé
  - Théière